# Hagen Koch

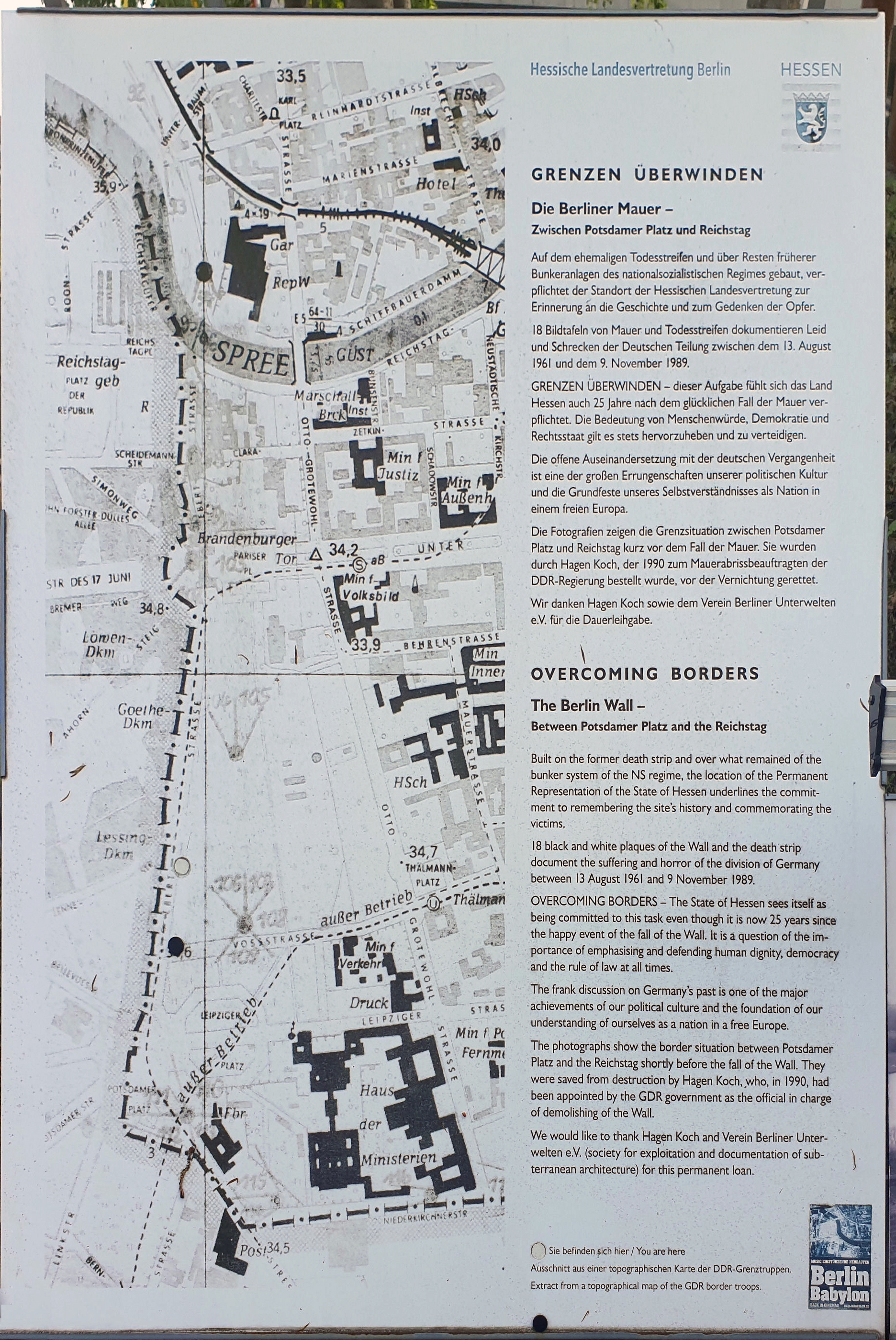
Grenzen überwinden, Ebertstraße 16, in Berlin-Mitte

Hagen Koch (* 22. Juli 1940 in Dessau) war gelernter Technischer Zeichner. Im Jahr 1961 war er als MfS-Offizier unter anderem dafür zuständig, den Verlauf der Berliner Mauer zu kartografieren und die Markierungslinie für deren Bau zu ziehen. Ab Oktober 1974 war er als 'Offizier für kulturelle Arbeit (Politabt.)' hauptamtlicher Mitarbeiter des MfS, verantwortlich für die kulturell-politisch-ideologische Schulung innerhalb des Ministeriums. Nach dem Fall der Mauer wurde er im Jahr 1989 zum Beauftragten für den Abriss der Berliner Mauer ernannt.

## Leben
Hagen Koch absolvierte eine Ausbildung zum Technischen Zeichner. Er begann seine Laufbahn als Unteroffiziersanwärter beim Wachregiment „Feliks Dzierzynski“ des Ministeriums für Staatssicherheit. Dort wurde er damit beauftragt, den Grenzverlauf der Berliner Mauer zu kartografieren.
Er heiratete seine Frau Elke zweimal. Da sie über Westkontakte verfügte, ließ er sich auf Drängen des Ministeriums für Staatssicherheit (MfS) 1966 von ihr scheiden, heiratete sie jedoch 1967 erneut.
1985 wurde er aufgrund der Erfüllung der Dienstzeit aus dem Dienst des MfS entlassen.
Nachdem er im Institut für Denkmalpflege der DDR zum Kulturgutschutzbeauftragten ernannt worden war, wurde er 1990 vom Kulturminister Dietmar Keller aus der Regierung Hans Modrow zum Beauftragten für den Mauerabriss ernannt.
Er gründete das Berliner Mauer-Archiv.